# 捏古剌
捏古剌（Negülei，？—？），阿速人，蒙古帝国将领。
捏古剌本是高加索山的奥塞梯人（蒙古帝国称之为阿速人），蒙古帝国第4代大汗蒙哥时，他和也里牙阿速三十人來蒙古高原归顺。参与蒙哥親征南宋釣魚山。蒙哥死后，在忽必烈统治下，討伐济南李璮，都立下功劳。其子阿塔赤，参与攻打南宋，至元仁宗时为左阿速衛千户。阿塔赤之子教化。

## 延伸阅读
[在维基数据编辑]
 《元史·卷123》，出自宋濂《元史》